# Pettigrew's Girl
Pettigrew's Girl è un film muto del 1919 diretto da George Melford. La sceneggiatura si basa su Private Pettigrew's Girl, racconto di Dana Burnet apparso su The Saturday Evening Post il 14 settembre 1918.

## Trama
L'agente William Pettigrew è di stanza in un campo di imbarco nei pressi di New York, in attesa di essere mandato a combattere in Europa. Il giovane, che è senza famiglia, orfano dei genitori, non riceve posta da nessuno, al contrario dei commilitoni. Durante una visita in città, William compera la foto di una bella ragazza, una ballerina. Incantato dalla sua grazia, visita il teatro dove Daisy, la ragazza lavora, riuscendo a incontrarla. Lei, intenerita dal giovane soldato, decide di restare con lui, dando buca al milionario Hugh Varick, con il quale aveva un appuntamento. Daisy, al campo, si esibisce davanti ai soldati e William ottiene il permesso di passare le ultime ore prima della partenza insieme a lei. Anche Varick si arruola ma Daisy, che era interessata a lui solo per il suo denaro, lo respinge. Resterà ad aspettare William fino al suo ritorno da reduce.

## Produzione
Il film, prodotto dalla Jesse L. Lasky Feature Play Company con il titolo di lavorazione Private Pettigrew's Girl, fu girato in California: alcune scene furono riprese al Majestic Theater di Los Angeles, altre a Camp Kearny a San Diego e altre ancora a Fort MacArthur, San Pedro.

## Distribuzione
Il copyright del film, richiesto dalla Famous Players-Lasky Corp., fu registrato il 15 marzo 1919 con il numero LP13525. Distribuito dalla Famous Players-Lasky Corporation, il film uscì nelle sale statunitensi il 23 marzo 1919.
Non si conoscono copie ancora esistenti della pellicola che viene considerata presumibilmente perduta.